# Harald Sandbæk

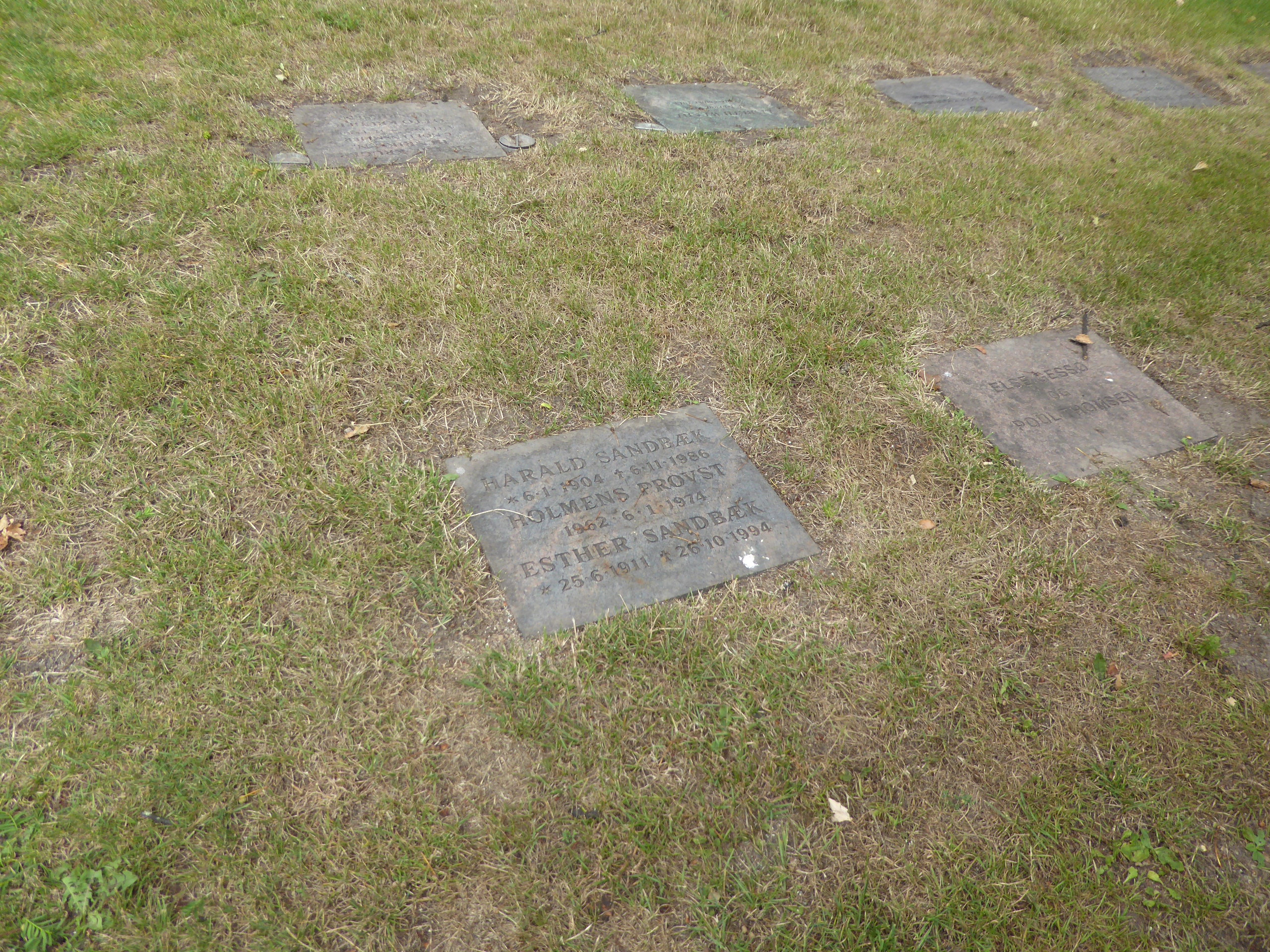
Grab von Harald Sandbæk

Harald Sandbæk (* 6. Januar 1904 in Nørre Nissum; † 6. November 1986) war ein dänischer lutherischer Pfarrer und Widerstandskämpfer.

## Werdegang
Nach dem Studium der Evangelischen Theologie wurde Sandbæk 1932 Pfarrer in den Dörfern Hersom, Bjerregrav und Klejtrup (heute zu Viborg Kommune) in Jütland. 1936 war er Mitbegründer der Dansk Samling (deutsch Dänische Sammlungspartei), in der er als Mitglied bis 1949 blieb. Danach wechselte er zu den Sozialdemokraten. Regelmäßig schrieb er für die Zeitschrift Det tredje Standpunkt.
Während der deutschen Besatzung war Sandbæk in der Widerstandsbewegung aktiv, wo er nach einer Eisenbahn-Sabotage im Herbst 1944 in Hadsten verhaftet wurde. Er wurde von der Gestapo gefoltert, entkam aber der Gefangenschaft während der britischen Bombardierung der Gestapo-Zentrale in Jütland, die sich in der Universität von Aarhus befand. Nach seiner Flucht nach Schweden wurde er Pfarrer der Danska brigaden.
1940 war er Priester für die freiwilligen dänischen Bataillone im finnischen Winterkrieg, danach Pastor für die dänischen Flüchtlinge in Norrköping und Priester der dänischen Brigade.
Sandbæk war von 1947 bis 1949 Generalsekretär der Ecumenical Refugee Commission (deutsch Ökumenischen Flüchtlings Kommission) mit Sitz in Genf und von 1949 bis 1950 Generalsekretär der Flüchtlingshilfe der Dänischen Volkskirche. Anschließend kehrte er in den Gemeindedienst zurück, zunächst 1950 in Vigerslev und ab 1957 an der Kastelskirken in Kopenhagen. Von 1962 bis zur Pensionierung 1973 war er Pfarrer und Propst an der Holmens Kirke. 

## Ehrungen
- 1953: Verdienstkreuz (Steckkreuz) der Bundesrepublik Deutschland
- 1963: Ritter des Dannebrogordens
- 1971: Ritter 1. Klasse des Dannebrogordens